# Колонийска епархия
Колонийската епархия (на гръцки: Ιερά Μητρόπολη Κολωνίας) е титулярна епархия на Вселенската патриаршия. Диоцезът съществува от IV век до 1922 година с център в град Никополис, на турски Шебинкарахисар. Титлата Митрополит на Колония, ипертим и екзарх на Горния Понт от 2003 година е вакантна.

## История
Никополис и Колония (на турски Коюлхисар) са основани в 66 година пр. Хр. от Помпей. В IV век и двата града стават епископски катедри, подчинени на Севастийската митрополия. В IX век (преди 879 година) Колония става архиепископия, а в XI век (преди 1067) - митрополия. В 1391 година е присъединена към Трапезундската митрополия поради обезлюдяване. В този период е закрита и Никополската епископия.
По-късно районът е присъединен към Неокесарийската митрополия и в XVIII век е създадена подчинена на нея Николопска епископия. На 10 януари 1889 година епископията е повишена в митрополия, но е преименувана на Колонийска, за да се избегне объркване с епирската Никополска митрополия, но седалището си остава в Никополис.
Митрополията граничи с Неокесарийската и Халдийската на север, Халдийската на изток, Теодосиуполската (Антиохийска патриаршия) и Неокесарийската на юг и Неокесарийската на запад. Други важни градове са Андира (Сушехри) и Капсос (Алуджра).
След разгрома на Гърция в Гръцко-турската война и обмена на население между Гърция и Турция в 1922 година, на територията на епархията не остава православно население.
Никополски епископи
| Име       | Име         | Управление                        | Забележка                         | Години   |
| --------- | ----------- | --------------------------------- | --------------------------------- | -------- |
| Йоаникий  | Ιωαννίκιος  | ? – 1832 †                        |                                   | ? – 1832 |
| Христофор | Χριστόφορος | октомври 1832 – 1860              | подал оставка                     | ? – 1863 |
| Йеремия   | Ιερεμίας    | 27 ноември 1864 - октомври 1878 † | от мирски т.е. (13 февруари 1860) | ? – 1878 |
| Генадий   | Γεννάδιος   | август 1879 - 10 януари 1889      | по-рано родополски а.             |          |

Колонийски митрополити
| Име        | Име        | Управление                         | Забележка                                                | Години      |
| ---------- | ---------- | ---------------------------------- | -------------------------------------------------------- | ----------- |
| Доротей I  | Δωρόθεος   | 10 януари 1889 - 1894 †            | от алепски м.                                            | 1825 – 1894 |
| Леонтий    | Λεόντιος   | 15 февруари 1894 - 29 април 1899   | от левкийски т.е. (март 1886), във филаделфийски м.      | 1844 – 1926 |
| Поликарп   | Πολύκαρπος | 16 май 1899 - 28 април 1911        | в неокесарийски м.                                       | 1864 – 1936 |
| Софроний   | Σωφρόνιος  | 28 април 1911 - 10 февруари 1917 † | по-рано кесарийски м.                                    | ? – 1917    |
| Доротей II | Δωρόθεος   | 11 юли 1917 - 17 януари 1919       | от созоагатополски м., подал оставка, 24 октомври 1924 † | 1841 – 1924 |
| Гавриил    | Γαβριήλ    | 9 април 1967 – 29 декември 2003 †  |                                                          | 1919 – 2003 |